# Ichneumon sphegoides
Ichneumon sphegoides là một loài tò vò trong họ Ichneumonidae.